# Namaquamyia manselli
Namaquamyia manselli är en tvåvingeart som först beskrevs av Elisabeth K. Stuckenberg 2000.  Namaquamyia manselli ingår i släktet Namaquamyia och familjen Vermileonidae. Inga underarter finns listade i Catalogue of Life.